# Peter V. Deuster

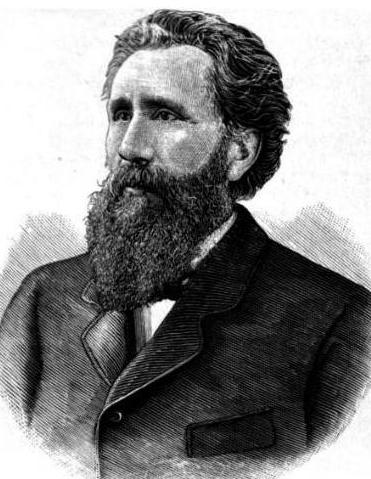
Peter V. Deuster

Peter Victor Deuster (* 13. Februar 1831 in Thum; † 31. Dezember 1904 in Milwaukee, Wisconsin, USA) war Zeitungsverleger, Abgeordneter im Repräsentantenhaus der Vereinigten Staaten und Mitglied der Demokratischen Partei. Er vertrat den Staat Wisconsin im Kongress.
Nachdem er in Nideggen und Düren die Schule besucht hatte, reiste er mit den Eltern im Jahre 1847 nach Amerika, wo sich die Familie in der Nähe von Milwaukee in "New Cöln" ansiedelte. Im Herbst desselben Jahres fand er in der deutschen Zeitung "Wisconsin Banner", die von Moritz Schöffler herausgegeben wurde, Anstellung.
Nach vier Jahren gründete er ein deutsches Wochenblatt, den "Hausfreund". Sechs Monate später schon wurde er Geschäftsführer des "Täglichen Seeboten", um im Jahr 1854 als Redakteur der deutschen Zeitung in Port Washington seine Zeitungsarbeit fortzusetzen. Gleichzeitig bekleidete er die Ämter des Postmeisters, Gerichtsclerks und leitete eine Abendschule für junge Leute.
Zwei Jahre später wurde Deuster Teilhaber des "Milwaukeer Seebote", dessen alleiniger Inhaber er wenige Jahre später war. Kurz darauf wurde er in die Wisconsin State Assembly und 1870 in den Staatssenat gewählt. Während dieser Zeit veröffentlichte er in Chicago die "Chicago Tägliche Union", ein demokratisches Blatt, das er jedoch 1871 wieder verkaufte.
1873 wurde er in den 46. Kongress der Vereinigten Staaten gewählt. Auch dem 47. und 48. Kongress gehörte er an. In dieser Zeit verstand er es, sich eine geachtete Stellung im Unterhaus der nationalen Legislative zu erarbeiten, und führte zahlreiche innerpolitischen Neuerungen durch, die von weitreichender Bedeutung waren.
Vom 19. Februar 1896 bis zum 15. Oktober 1897 war er amerikanischer Konsul in Krefeld.